# Ostdeutscher Rundfunk Brandenburg
La Ostdeutscher Rundfunk Brandenburg (ORB) fue la emisora pública regional de radio y televisión del estado alemán de Brandeburgo desde el 12 de octubre de 1991 hasta el 30 de abril de 2003. Formaba parte de la ARD, el consorcio de instituciones públicas de radiodifusión de Alemania. El 1 de mayo de 2003 la ORB se fusionó con la Sender Freies Berlin (SFB) para crear la Rundfunk Berlin-Brandenburg (RBB). La ORB operaba un canal de televisión regional para Brandeburgo llamado ORB-Fernsehen, que tras la fusión pasaría a formar RBB Fernsehen.
La ORB tenía sus estudios centrales en Potsdam, y delegaciones en Cottbus, Fráncfort del Óder y Perleberg.

## Producciones
La ORB produjo algunos capítulos de Polizeiruf 110, una serie policíaca originalmente producida por la televisión de la RDA y que pasó a emitirse en Das Erste después de la reunificación. También se encargaba del popular magacín Polylux, que fue continuado por la RBB y que se emitía en Das Erste.

## Estaciones de radio operadas por la ORB
Hasta el momento de la fusión con la SFB el 1 de mayo de 2003, la ORB emitía las siguientes señales de radio con producción propia o en cooperación con otras radiodifusoras: 
- Antenne Brandenburg – Emisora con información regional desde los estudios locales de Potsdam, Cottbus, Fráncfort del Óder y Perleberg.
- Radio Eins – Estación con programación para oyentes mayores de 25 años.
- Fritz – Radio juvenil.
- Inforadio – Emisora de noticias e información.
- Radio Kultur – Emisora cultural.
- Radio 3 – Radio de música clásica y cultura.

- Datos: Q446608
- Multimedia: Ostdeutscher Rundfunk Brandenburg / Q446608